# والتر بروک
والتر بروک (انگلیسی: Walter Brooke؛ ۲۳ اکتبر ۱۹۱۴ – ۲۰ اوت ۱۹۸۶) یک هنرپیشه اهل ایالات متحده آمریکا بود.